# Eric Prydz
Eric Sheridan Prydz, född 19 juli 1976 i Täby i Stockholms län, är en svensk DJ och musikproducent som är bosatt i Los Angeles.
Prydz slog igenom internationellt med låten "'Call on Me" 2004, vilken bygger på Steve Winwoods Valerie. Under namnet Pryda har hans släpp gått från att vara rena klubblåtar, till att bli mer och mer progressive houseproduktioner[källa behövs]. Under artistnamnet Cirez D (delar av hans namn baklänges) gör han mer technobetonad musik. Han har även släppt musik under namn som Sheridan (bland annat klubbhiten Fatz Theme 2006) och Moo. Han ingår även i grupperna Axer (Prydz och Axwell), A&P Project (Prydz och Steve Angello), Hardform, Dukes of Sluca (Prydz och Andreas Postl) och Groove System.
"Proper Education", Prydz andra singel, släpptes 2007 och bygger på Pink Floyds "Another Brick in the Wall – Part II". Musikvideon till låten handlar om global uppvärmning, ett ämne som engagerar Eric Prydz. Sitt första album släppte han 2012, Eric Prydz presents Pryda, bestående av tre CD:s med 13 låtar, bland dem radiohitsen "Allein" och "Mighty Love", och en samling av tidigare Pryda-låtar. Förutom att producera musik driver Eric Prydz skivbolagen Pryda, Pryda Friends och Mouseville.[källa behövs] 2016 släppte han sitt första studioalbum Opus

## Diskografi
Pryda Recordings
- PRY027 2014-03-21
  - Eric Prydz - Liberate (6:42)
- PRY026 2013-12-09
  - Pryda - Lycka (7:36)
  - Pryda - F.A.T (6:17)
- PRY025.5 2013-06-24
  - Pryda - Rotonda (7:38)
- PRY025 2013-06-17
  - Pryda - Layers (6:39)
- PRY024 2013-04-01
  - Pryda - Power Drive (8:53)
- PRY023 2012-11-26
  - Pryda - Bergen (9:11)
  - Pryda - Recomondos (6:48)
- PRY022 2012-10-12
  - Eric Prydz - Every Day (6:43)
  - Eric Prydz - Every Day (Fehrplay Remix) (7:00)
- PRY021 '2011-08-26
  - Eric Prydz - 2night (7:21)
- PRY020 2011-06-13
  - Pryda - Mirage (7:23)
  - Pryda - Juletider (6:59)
  - Pryda - With Me (7:12)
- PRY019.5 2010-12-15
  - Pryda - Illusions (7:29)
  - Pryda - Glimma (7:17)
- PRY019 2010-08-11
  - Pryda - Niton (8:03)
  - Pryda - Vega (8:34)
- PRY018 2010-06-30
  - Pryda - M.S.B.O.Y. (7:13)
  - Pryda - The End (9:00)
- PRY017 2010-04-28
  - Pryda - Viro (7:40)
  - Pryda - Emos (9:37)
- PRY016 2010-03-17
  - Pryda - Inspiration (8:57)
  - Pryda - RYMD 2010 (10:53)
- PRY015 2009-08-17
  - Pryda - Waves (7:37)
  - Pryda - Alfon (8:11)
- PRY014 2009-04-14
  - Pryda - Melo (8:34)
  - Pryda - Lift (8:27)
  - Pryda - Reeperbahn (8:30)
- PRY013 2009-02-18
  - Pryda - Animal (6:10)
  - Pryda - Miami To Atlanta (8:14)
  - Pryda - Loaded (7:18)
- PRY012 2008-10-01
  - Pryda - Evouh (7:25)
  - Pryda - Rakfunk (5:46)
  - Pryda - Wakanpi (7:05)
- PRY011 2008-03-06
  - Eric Prydz - Pjanoo (7:00)
  - Pryda - F12 (6:31)
- PRY010 2007-12-20
  - Pryda - Europa (8:15)
  - Pryda - Odyssey (8:25)
- PRY009 2007-09-13
  - Pryda - Muranyi (8:02)
  - Pryda - Balaton (8:45)
- PRY008 2007-08-02
  - Pryda - Madderferrys (11:07)
  - Pryda - Ironman (10:48)
- PRY007 2007-07-09
  - Pryda - Armed (7:54)
  - Pryda - RYMD (9:04)
- PRY005 2007-11-22
  - Pryda - Remember (8:31)
  - Pryda - Frankfurt (8:39)
- PRY004X 2006-09-29
  - Pryda - Aftermath (Paolo Mojo Remix)
- PRY004 2005-05-24
  - Pryda - Aftermath (15:01)
  - Pryda - The Gift (7:53)
- PRY003 2007-06-01
  - Pryda - Nile (7:28)
  - Pryda - Sucker DJ (6:48)
- PRY002 2007-06-01
  - Pryda - Spooks (8:42)
  - Pryda - Do It (7:22)
- PRY001 2007-06-01
  - Pryda - Human Behaviour (8:34)
  - Pryda - Lesson One (8:00)